# A10 (Letònia)
L'A10 és una carretera nacional de Letònia, que connecta Riga i Ventspils. Té una longitud de 188,6 kilòmetres. La carretera forma part de la ruta Europea E22

## Traçat
- Riga
- Jurmala
- Pūre
- Strazde
- Spāre
- Ugāle
- Pope
- Ventspils